# Do not go gentle into that good night
Do not go gentle into that good night is een gedicht van de Welshe dichter Dylan Thomas (1914–1953). Deze villanelle is Dylan Thomas' bekendste gedicht. Omdat hij het zoals gewoonlijk geen titel gaf, kreeg het de eerste versregel als titel. De spreker in dit gedicht stelt dat oude mensen aan het einde van hun leven de dood zo sterk mogelijk moeten weerstaan. Ze zouden deze wereld schoppend en schreeuwend moeten verlaten, woedend om het feit dat ze moeten sterven. Aan het eind van het gedicht ontdekken we als lezer dat de spreker emotioneel sterk betrokken is bij deze kwestie: zijn eigen vader ligt op sterven.

## Bespreking
- De eerste versregel is ook de titel van het gedicht "Do not go gentle into that good night". Ga niet zomaar gewillig de goede nacht in. Welke nacht? Het wordt al snel duidelijk in de twee volgende regels dat de nacht een metafoor is voor de dood:
- "Old age should burn and rave at close of day". Als je oud bent en het eind van je dag (je leven) nadert, dan zou je de dood laaiend van woede moeten bestrijden. "Rage, rage against the dying of the light". Verzet je met alle macht tegen het sterven van het (levens)licht. De toon van de spreker is woedend en gefrustreerd (zelfs een tikje krankzinnig...) omdat zoiets mogelijk is.
- "Though wise men at their end know dark is right". Oude mannen zijn op het einde van hun leven weliswaar wijs genoeg om te beseffen dat het niet anders kan (dan die nacht in te gaan). Verstandige mensen realiseren zich dat de dood - de reis naar de duisternis onvermijdelijk en passend is.
- "Because their words had forked no lightning they / Do not go gentle into that good night". Mogelijk verwijst dit naar het besef dat hun leven (nog) niet veel verschil heeft gemaakt (hun woorden hebben geen bliksem veroorzaakt), en daarom verzetten ze zich nu (wat ze van het leven verwacht hadden is niet vervuld).
- "Good men, the last wave by, crying how bright / Their frail deeds might have danced in a green bay". Zij wenen, als de laatste golf en de laatste kans om iets te betekenen voorbij is. Ze hebben hun stempel niet op de wereld kunnen drukken, en dat maakt hen woedend. De 'golf' betekent mogelijk ook de generatie van jonge mannen die nu oud zijn geworden en vanuit de levenbrengende zee dood aanspoelen op het strand. De groene baai verwijst mogelijk naar wat ze nog hadden kunnen bereiken als hun leven hen niet was ontnomen.
- "Rage, rage against the dying of the light" sluit, met varianten, als een soort bezwering elke strofe af.

## Beluisteren
- Dylan Thomas draagt Do not go gentle into that good night voor (YouTube)

## Trivia
- Op het album Free van Iggy Pop staat een spoken word-versie van het gedicht.
- In de film Interstellar wordt het gedicht voorgedragen door Michael Caine en geldt het als een metafoor voor de Aarde die op sterven na dood is.